# Academia de Bellas Artes de Viena
La Academia de Bellas Artes de Viena (en alemán: Akademie der bildenden Künste Wien) es una institución de educación superior en Viena, Austria.

## Historia
La Academia de Bellas Artes de Viena fue fundada en 1692 como una academia privada por el pintor de la corte Peter Strudl, quien ocupó el cargo de Praefectus Academiae Nostrae. En 1701, fue ennoblecido como Barón del Imperio. Tras su fallecimiento en 1714, la academia cerró temporalmente.
El 20 de enero de 1725, el emperador Carlos VI nombró al pintor francés Jacob van Schuppen como prefecto y director de la institución, refundada como la k.k. Hofakademie der Maler, Bildhauer und Baukunst (Imperial y Real Academia de la Corte de Pintores, Escultores y Arquitectura). Durante el reinado de la emperatriz María Teresa, en 1751, un nuevo estatuto reformó la academia, aumentando su prestigio. En 1767, las archiduquesas Carlota Carolina y María Ana fueron nombradas sus primeros miembros honorarios.
En 1772, el canciller Kaunitz promovió reformas adicionales en su estructura organizativa e integró todas las escuelas de arte existentes en la k.k. vereinigten Akademie der bildenden Künste (Academia Imperial y Real Unificada de Bellas Artes), abandonándose posteriormente el término vereinigten (unificada).
A inicios del siglo XIX, la academia destacaba en el neoclasicismo; sin embargo, el 10 de julio de 1809, los estudiantes alemanes Overbeck y Pforr fundaron la Lukasbund, grupo precursor del movimiento nazareno.
En 1872, el emperador Francisco José I aprobó un estatuto que estableció a la academia como la máxima autoridad gubernamental sobre las artes. Con ello, se construyó un nuevo edificio, diseñado por Theophil von Hansen durante la creación del Ringstraße. El 1 de abril de 1877, se lo inauguró en la plaza Schiller, donde continúa hoy en día.
La academia fue también la institución a la que un joven Adolf Hitler intentó ingresar en 1908, siendo rechazado en dos ocasiones. Posteriormente, se trasladó a Múnich, donde se alistó en el Ejército Imperial Alemán y combatió en la Primera Guerra Mundial.
Durante la ocupación alemana (1938-1945), la academia se vio afectada al obligar a muchos de sus miembros judíos a abandonar sus cargos. Además, algunos de sus tesoros artísticos resultaron destruidos en los bombardeos de la Segunda Guerra Mundial.
Tras la guerra, en 1955, la academia fue reorganizada y confirmada su autonomía. Desde 1998, tiene estatus de universidad, aunque mantiene su nombre original. Actualmente, es la única universidad austriaca que no incluye la palabra «Universidad» en su denominación.

## Estructura
La academia se organiza en los siguientes institutos: 
- Instituto de Bellas Artes: comprende los departamentos de pintura, dibujo, artes visuales, medios de comunicación de masas y escultura.
- Instituto de Teoría del Arte y Estudios Culturales: incluye áreas de teoría del arte, filosofía e historia.
- Instituto de Conservación y Restauración.
- Instituto de Ciencias Naturales y Tecnologías del Arte.
- Instituto de Enseñanza Secundaria: enfocado en artesanía, diseño y artes textiles.
- Instituto de Arte y Arquitectura.

Actualmente, la academia cuenta con aproximadamente 900 estudiantes, de los cuales casi una cuarta parte proviene del extranjero. Entre el profesorado se incluyen figuras reconocidas, como Peter Sloterdijk. La biblioteca de la academia dispone de unos 110 000 volúmenes.

## Colección de pintura
La academia cuenta con una pinacoteca y un gabinete de dibujos disponibles para los estudiantes con fines académicos, siendo una de las mayores colecciones de Austria. Parte de la colección está también abierta al público.
La Gemäldegalerie (pinacoteca) alberga alrededor de 250 obras de maestros reconocidos, que abarcan desde pintura italiana sobre tabla de los siglos XIV y XV hasta pintura académica de los siglos XVIII y principios del XIX. Entre las obras más destacadas se encuentran piezas de artistas como El Bosco (El Juicio Final), Lucas Cranach, Rembrandt, Rubens (Bóreas rapta a Oritía), Tiziano, Murillo y Guardi.
El "gabinete de dibujos" (Kupferstichkabinett, literalmente «gabinete de grabados en cobre») contiene aproximadamente 150 000 dibujos y láminas, lo que la convierte en una de las colecciones de artes gráficas más importantes de Austria.

## Graduados famosos
- Otto Wagner (1841-1918)
- Friedrich Ohmann (1858-1927)
- Alfred Castelliz (1870-1940)
- Ernst Lichtblau (1883-1963)
- Richard Gerstl (1883–1908)
- Otto Polak-Hellwig (1885-1958)
- Juan Rimsa (1903-1978)
- Adolfo Cristóbal Winternitz Wurmser (1906-1993)
- Friedensreich Hundertwasser (1928-2000)
- Gottfried Helnwein (1948-)